# チョン・ダウン (2001年生の女優)
チョン・ダウン（韓国語：정다은、2001年1月26日 - ）は、ビッグボスエンターテインメント所属の大韓民国の女優である。

## 出演

### 映画
- 動物園（2016年）- 主演：ヒョンジュ役
- 夏の夜（2016年）- 主演：ミンジョン役
- バス停（2016年）
- キムさん、スギョン（2016年）
- ミッドナイトランナー（2017年）- ヒョジン役
- 飛べない鳥と優しいキツネ（2018年）
- 火遊び（2018年）
- 404 Not Found（2018年）- チョン・ウンア役
- ソンヒとスルギ（2019年）- 主演：ソンヒ役
- また、春（2019年）- イ・ジュヨン役
- ディヴァイン・フューリー/使者（2019年）- ウンヨン役
- ラブ・アゲイン 2度目のプロポーズ（2019年）
- 彼女の秘密庭園（2021年）- ソヒ役
- Aloners（2021年）- スジン役[1]
- 甘い（2023年）- ジンジュ役[2]

### ドラマ
- 舞い上がる（2017年、NAVER TV）- 主演：オ・ユジョン役
- 僕たちの復讐ノート2（2018年、tvN）- ペク・ソンイ役
- シークレット・ブティック（2019年、SBS）- 少女時代のチャン・ドヨン役
- 恋愛革命（2020年、Kakao TV）- ヤン・ミンジ役
- D.P-脱走兵追跡官-（2021年、Netflix）
- O'PENing - ジャスライダー（2022年、tvN）- イ・ジンヨン役
- 青春越壁 (青春ウォルダム) (2023年、tvN）- ハヨン王女役